# Szászbongárd
Szászbongárd (románul Bungard, régebb Bungardul Săsesc, németül Baumgarten, az erdélyi szász nyelven Bengert) település Romániában, Beszterce-Naszód megyében.

## Fekvése
Besztercétől 37 km-re délre, Újős, Fűzkút, Szászszentgyörgy és Mezőbarátfalva közt fekvő település.

## Története
1331-ben Bungarth néven említik először. Mint magyar és román nevében kapott elő- illetve utótagja is elárulja a középkorban szászok lakták, valamint a német lakosság jelenlétére utal egy okirat is, amely 1334-ben megjegyzi, hogy a település papját Henzmann-nak hívták.
A szász lakosság azonban korán, már a 16. században elpusztult, helyükre románok érkeztek.
A trianoni békeszerződés Beszterce-Naszód vármegye Besenyői járásához tartozott.

## Lakossága
1910-ben 436 lakosa volt, ebből 345 román, 66 cigány, 20 magyar és 5 német.
2002-ben 86 lakosából 70 román, 16 cigány volt.

## Nevezetesség
- 18. századi ortodox fatemplom[2]